# Liste der Baudenkmäler in Erlangen/C
Diese Liste ist eine Teilliste der Liste der Baudenkmäler in Erlangen. Grundlage der Liste ist die Bayerische Denkmalliste, die auf Basis des bayerischen Denkmalschutzgesetzes vom 1. Oktober 1973 erstmals erstellt wurde und seither durch das Bayerische Landesamt für Denkmalpflege geführt und aktualisiert wird. Die folgenden Angaben ersetzen nicht die rechtsverbindliche Auskunft der Denkmalschutzbehörde.
Dieser Teil der Liste beschreibt die denkmalgeschützten Objekte in folgenden Straßen:
- Calvinstraße
- Carl-Thiersch-Straße
- Cedernstraße

## Calvinstraße
| Lage                      | Objekt                          | Beschreibung                                           | Akten-Nr.               | Bild                          |
| ------------------------- | ------------------------------- | ------------------------------------------------------ | ----------------------- | ----------------------------- |
| Calvinstraße 1 (Standort) | Palais Winkler von Mohrenfels   | Eckbau mit Portalbalkon, Walmdach mit Zwerchhaus, 1699 | D-5-62-000-102          | Palais Winkler von Mohrenfels |
| Calvinstraße 3 (Standort) | Bürgerhaus                      | Zweigeschossiger Traufseitbau, 1716                    | D-5-62-000-103 Wikidata | Bürgerhaus                    |
| Calvinstraße 5 (Standort) | Ehemalige Bayerische Staatsbank | Repräsentationsbau, Neubarock, 1913                    | D-5-62-000-104 Wikidata | weitere Bilder                |

## Carl-Thiersch-Straße
| Lage                                                     | Objekt                                                                                        | Beschreibung | Akten-Nr.                         | Bild                                                                   |
| -------------------------------------------------------- | --------------------------------------------------------------------------------------------- | --- | --------------------------------- | ---------------------------------------------------------------------- |
| Carl-Thiersch-Straße (Standort)                          | Kriegerdenkmal, Gefallenendenkmal für das Königlich Bayerische Feldartillerie-Regiment Nr. 10 | Gewidmet 1. Oktober 1922, von Bildhauer Michael Baierlacher | D-5-62-000-928 zugehörig Wikidata | weitere Bilder                                                         |
| Carl-Thiersch-Straße 2, 2 a (Standort)                   | Ehemaliger Magazinbau für Stroh- und Heulagerung der Artilleriekaserne                        | Erdgeschossiger Satteldachbau, um 1901 (Gebäude Nr. 40y); siehe auch Artilleriestraße.                                                                               | D-5-62-000-928 zugehörig Wikidata | Ehemaliger Magazinbau für Stroh- und Heulagerung der Artilleriekaserne |
| Carl-Thiersch-Straße 2 b, 2 c (Standort)                 | Ehemaliger Magazinbau für Stroh- und Heulagerung der Artilleriekaserne                        | Erdgeschossiger Satteldachbau, um 1901 (Gebäude Nr. 40x); siehe auch Artilleriestraße.                                                                               | D-5-62-000-928 zugehörig Wikidata | Ehemaliger Magazinbau für Stroh- und Heulagerung der Artilleriekaserne |
| Carl-Thiersch-Straße 3 (Standort)                        | Ehemalige Chapel der Ferris Barracks                                                          | Im Kern Gebäude um 1935, umgebaut zu Kapelle mit Pfeilerportikus, um 1950 (mit Ausstattung) (Gebäude Nr. 4071); siehe auch Artilleriestraße                          | D-5-62-000-928 zugehörig Wikidata | Ehemalige Chapel der Ferris Barracks                                   |
| Carl-Thiersch-Straße 5 (Standort)                        | Ehemaliges Wach- und Arrestgebäude der Artilleriekaserne                                      | Zweigeschossiger Walmdachbau mit Dachreiter, bezeichnet „1900“, Wetterfahne bezeichnet „1901“ (Gebäude Nr. 4023); siehe auch Artilleriestraße                        | D-5-62-000-928 zugehörig Wikidata | weitere Bilder                                                         |
| Carl-Thiersch-Straße 7 (Standort)                        | Ehemaliges Stabshaus der Artilleriekaserne                                                    | Asymmetrisch gegliederter Spätjugendstilbau, verputzt, nach Planung von Bauassessor Staudt von 1912, bezeichnet 1913 (Gebäude Nr. 4022); siehe auch Artilleriestraße | D-5-62-000-928 zugehörig Wikidata | weitere Bilder                                                         |
| Carl-Thiersch-Straße 9 (Standort)                        | Ehemalige Offiziersspeiseanstalt und Kasino der Artilleriekaserne                             | Jugendstilbau mit tonnengewölbtem Saal mit geschweiften Thermenfenstern, nach Planung von 1912 errichtet (Gebäude Nr. 4021); siehe auch Artilleriestraße             | D-5-62-000-928 zugehörig Wikidata | weitere Bilder                                                         |
| Carl-Thiersch-Straße 13, 15 (Standort)                   | Ehemaliger Mannschaftsbau (Familiengebäude) der Artilleriekaserne                             | Dreigeschossig, 1900 (Gebäude Nr. 4019); siehe auch Artilleriestraße                                                                                                 | D-5-62-000-928 zugehörig Wikidata | weitere Bilder                                                         |
| Carl-Thiersch-Straße 16, Paul-Gordan-Straße 4 (Standort) | Ehemaliger Krankenstall der Artilleriekaserne                                                 | Um 1900, 1935 erweitert (Gebäude Nr. 4017); siehe auch Artilleriestraße                                                                                              | D-5-62-000-928 zugehörig Wikidata | weitere Bilder                                                         |

## Cedernstraße
| Lage                      | Objekt                                      | Beschreibung                                                                                               | Akten-Nr.               | Bild                                        |
| ------------------------- | ------------------------------------------- | --- | ----------------------- | ------------------------------------------- |
| Cedernstraße 1 (Standort) | Ehemaliges Feuerwehrgerätehaus der Altstadt | Erdgeschossiger Sandsteinquaderbau mit Aufzugerker, 1780; im Hof je drei Rundbogenarkaden, zugemauert      | D-5-62-000-105 Wikidata | Ehemaliges Feuerwehrgerätehaus der Altstadt |
| Cedernstraße 3 (Standort) | Bürgerhaus                                  | Zweigeschossiger Traufseitbau mit Zwerchhaus, Erdgeschoss Sandsteinquader, 1766                            | D-5-62-000-106 Wikidata | Bürgerhaus                                  |
| Cedernstraße 5 (Standort) | Bürgerhaus                                  | Zweigeschossiger Traufseitbau, Erdgeschoss Sandsteinquader, vor 1773, Obergeschoss Fachwerk verputzt, 1853 | D-5-62-000-108 Wikidata | Bürgerhaus                                  |
| Cedernstraße 7 (Standort) | Bürgerhaus                                  | Zweigeschossiger Traufseitbau, Sandsteinquader, Obergeschoss verputzt, Mitte 18. Jahrhundert               | D-5-62-000-109 Wikidata | Bürgerhaus                                  |

## Abgegangene Baudenkmäler
In diesem Abschnitt sind Objekte aufgeführt, die früher einmal in der Denkmalliste eingetragen waren, jetzt aber nicht mehr existieren, z. B. weil sie abgebrochen wurden. Aktennummern in diesem Abschnitt sind ehemalige, jetzt nicht mehr gültige Aktennummern.

| Lage                      | Objekt     | Beschreibung                            | Akten-Nr.               | Bild |
| ------------------------- | ---------- | --------------------------------------- | ----------------------- | ---- |
| Cedernstraße 4 (Standort) | Bürgerhaus | Zweigeschossiger Walmdachbau, wohl 1744 | D-5-62-000-107 Wikidata | BW   |